# Loria (metropolitana di Buenos Aires)
Loria è una stazione della linea A della metropolitana di Buenos Aires.
Si trova sotto all'avenida Rivadavia, in corrispondenza dell'incrocio Sánchez de Loria, nel barrio Almagro.

## Storia
La stazione è stata inaugurata il 1º aprile 1914, quando la linea venne prolungata fino alla stazione di Río de Janeiro

## Servizi
La stazione dispone di:
- Biglietteria a sportello
- Biglietteria automatica